# Josef Kraus (Prälat)
Josef Kraus (* 23. Dezember 1895 in Gleißenberg; † 1979 in Waldmünchen, Oberpfalz) war ein deutscher römisch-katholischer Pfarrer und Heimatforscher.

## Leben
Kraus war der Sohn des Gleißenberger Müllers Michael Kraus und seiner Ehefrau Kreszenz, geborene Karl, von Bruckmühle. Kraus leistete von 1915 bis 1919 Kriegsdienst. Am 29. Juni 1922 wurde er ordiniert. Anschließend wirkte er als Kooperator in Ruhmannsfelden, Schwandorf (ab 1925), Tirschenreuth (1927) und Regensburg-St. Anton (1930). Als Pfarrer war er ab dem 2. Mai 1934 in Neukirchen beim Heiligen Blut und ab dem 1. Mai 1939 in St. Emmeram, Regensburg tätig. Im November 1963 wurde er freiresigniert und amtierte bis April 1964 als Pfarrprovisor. Ab 4. März 1965 war er Kommorant in Waldmünchen. Kraus war Geistlicher Rat, Päpstlicher Hausprälat und Bischöflicher Notar von Budweis.
Kraus interessierte sich seit seiner Kindheit für die Heimatforschung. Als er 1965 in den Ruhestand ging, widmete er diesem Hobby seine ganze Zeit und Kraft. Daraus entstanden die umfangreichen Ortschroniken von Gleißenberg, Treffelstein, Schönthal und Waldmünchen. Zum Dank wurden in Schönthal und Gleißenberg Straßen nach ihm Prälat-Kraus-Straße benannt.

## Name
Aus dem Bedürfnis der Unterscheidung bürgerte sich für Kraus die Bezeichnung Prälat Kraus, beziehungsweise Prälat Josef Kraus ein, da der Name Josef Kraus sehr häufig ist. Der Titel Prälat wurde durch Gewohnheit wie ein Teil des Eigennamens benutzt. Ein Zeichen für diese Tatsache sind die zu seiner Ehre benannten Straßen: Prälat-Kraus-Straße in Schönthal und Gleißenberg.

## Werke
- Gleißenberg. Ein Heimatbuch., Oberviechtach, 1973
- Treffelstein. Ein Heimatbuch., Oberviechtach, 1971
- Schönthal. Ein Heimatbuch., Oberviechtach, 1969
- Waldmünchen. Ein Heimatbuch., Oberviechtach, 1968